# Dryadella sublata
Dryadella sublata là một loài thực vật có hoa trong họ Lan. Loài này được Luer & J.Portilla mô tả khoa học đầu tiên năm 2005.